# Володийовський Юрій
Ю́рій (Є́жи) Володийо́вський, відомий також як Гектор кам'янецький (пол. Jerzy Wołodyjowski; * 1620, Маків, Дунаєвецький район, Хмельницька область — † 26 серпня 1672, Кам'янець) — полонізований український шляхтич гербу Корчак, перемиський стольник, військовий командувач. Кавалерист корогви Яна Собеського.

## Біографія
Народився 1620 року в селі Ступинці на Поділлі (нині село Маків).
Від гетьмана Яна Собеського отримав посаду ротмістра у фортеці Кам'янця. Від 1669 року полковник. 1671 року був комендантом військового форпосту Хрептів (місцевості між Кам'янцем і Могилевом-Подільським).
Юрій Володийовський став прототипом для головного персонажу трилогії Генрика Сенкевича — Міхала Володийовського.
Придбав від Ґабріеля Сільніцького маєтки у селах Блищанівка, Шатава, Михайлівка.
Загинув 26 серпня (за деякими даними 27 серпня) 1672 під час облоги турками Кам'янецької фортеці.